# SINoALICE
SINoALICE ist ein Computer-Rollenspiel von Pokelabo und Square Enix aus dem Jahr 2017, das für Android und iOS erschien. Zwischen November 2022 und Januar 2024 wurden alle Versionen des Spiels eingestellt. Die Geschichte zum Spiel wurde ab 2019 als Manga umgesetzt, 2024 kam ein Film in die japanischen Kinos.

## Spiel
Die Geschichte des Einzelspieler-Rollenspiels folgt bekannten Märchen-Figuren, die sich in einer düsteren Fantasy-Welt zusammentun. Sie wollen ihre jeweiligen Autoren wiederbeleben, um ihre Erzählungen an ein gewünschtes Ende bringen zu lassen. Dafür müssen sie die Alpträume besiegen, die Geschichten auffressen, aber letztlich auch gegeneinander antreten. Im Fortschreiten des Spiels muss der Spieler sowohl Kämpfe ausfechten als auch Rätsel lösen.
Die Idee um Spiel und das Konzept stammen von Yokō Tarō. Das Charakterdesign entwarf Jino und die künstlerische Leitung lag bei Takuya Miura. Als Produzenten fungierten Yoshiya Fujimoto und Shogo Maeda, produziert wurde das Spiel bei Square Enix und Pokelabo. Die Musik komponierte Keiichi Okabe zusammen mit Keigo Hoashi und Syotaro Seo. Die Rolle von Alice spricht M.A.O.
Das Spiel wurde von Square Enix am 6. Juni 2017 in Japan zum kostenlosen Herunterladen auf Android oder iOS veröffentlicht. Im gleichen Jahr erschien eine Browserversion für Windows. Im Vertrieb von Pokelabo wurde es im Juli 2020 in einer englischen Fassung auch international herausgegeben. Im November 2022 wurde die Version für Smartphone in einigen Ländern eingestellt, wobei der Spieler durch ein einzigartiges Ende zum Ausloggen gezwungen wurde. Im November 2023 wurde auch die internationale Version eingestellt, im Dezember 2023 folgte die Browserversion in Japan und im Januar 2024 schließlich die Smartphone-Version in Japan, sodass jede Fassung des Spiels abgeschlossen wurde.

## Manga
Zum Spiel wurde von Autor Tact Aoki eine Geschichte für eine Mangaserie geschrieben, die von Himiko zeichnerisch umgesetzt wurde. Darin geht es um die Schülerin Alice, die ein sehr alltägliches Leben führt. Doch sie wird von mysteriösen Träumen geplagt, die immer beängstigender werden, bis sie schließlich in einer geheimnisvollen und gewaltvollen anderen Welt aufwacht. Sie findet sich in einem Kampf von Märchenfiguren um die Wiederbelebung von deren Schöpfern wieder.
Die Serie erschien von Juni 2019 bis Januar 2024 zunächst in einzelnen Kapiteln im Online-Angebot Manga UP!. Danach brachte der Verlag Square Enix den Manga in sechs Sammelbänden heraus. Eine deutsche Fassung dieser Bände erschien von Februar 2022 bis Juni 2024 bei Altraverse. Die Übersetzung stammt von Ruben Grest. Bei Square Enix erschien in den USA auch eine englische Fassung.

## Verfilmung
Unter der Regie von Tact Aoki und unter Leitung von Yokō Tarō entstand ein Film zum Spiel, der im Januar 2024 als Fan Film angekündigt wurde. Dieser kam am 23. Februar 2024 unter dem Titel SINoALICE Ichiban Saigo no Monogatari (シノアリス 一番最後のモノガタリ) in Japan in die Kinos. Die Animationen entstanden bei ILCA, die Musik stammt von Keiichi Okabe und das Projekt Monaca. Die Rolle von Alice übernahm wie im Spiel M.A.O.